# ТВ-7 (Маріуполь)
«ТВ-7» — закритий український маріупольський телеканал.

## Про телеканал
Канал транслює як програми власного виробництва, так і ретранслює програми інших каналів. До репертуару входять інформаційні, пізнавальні, публіцистичні, правові, розважальні, дитячі, культурологічні програми, фільми.
Кількість працівників — 40 осіб (станом на 2010 рік).
Раніше телеканал транслював програми російських телеканалів «ТВ-6» (1997—2001), «Муз-ТВ» (2003—2009), «РЕН ТВ» (2009—2014) та новини телеканалу «NewsOne». Також ретранслював телеканали «СТБ» (1997—1999), «ПлюсПлюс» (2012—2014), «Real TV Estate» (2009) «Star TV» (2010).

## Історія телеканалу
Телекомпанію засновано 7 грудня 1997 року.
У березні 2001 року перейшла у власність ВАТ «Азовмаш».
2005 року введено в дію новий передавач потужністю 600 Вт.
Від жовтня 2015 року «Телерадіокомпанія „ТВ-7“» перебуває під управлінням Керівної компанії «Маріупольська Інвестиційна Група» («КК „МІГ“»)

## Проєкти телеканалу
- «7 днів»
- «Така як ти»
- «Україна+»
- «5 хвилин на добру справу»
- «Здоров'я в твоїх руках»
- «Право знати»
- «Темна справа»
- «Шанс на зміни»

## Досягнення
Телекомпанія та її співробітники неодноразово отримували нагороди як обласного, так і загальноукраїнського рівня.
Так, програми, створювані телерадіокомпанією, відзначено грамотами Всеукраїнського конкурсу «Молоде телебачення» імені Чубасова. 2005 року на першому всеукраїнському конкурсі телебачення «Відкрий Україну» телекомпанію відзначено дипломом «За активну позицію щодо збереження історичних пам'яток» (репортаж «Річниця битви на Калці» і сюжет «Сховище Маріупольського краєзнавчого музею в аварійному стані»).
2006 року в обласному конкурсі на краще висвітлення роботи органів юстиції тележурналістка ТВ-7 Наталія Северина посіла друге місце в номінації «Кращий автор засобу масової інформації». 2010 року на XXIV обласному фестивалі преси переможцем серед представників телебачення стала журналістка ТВ-7 Людмила Скорик із програмою «Ми пам'ятаємо… Ми шануємо!»